# Леониди
Леониди су најспектакуларнији метеорски рој посматран у последњих 200 година, и за то време су значајно допринели разумевању струја метеороида.

## Историја
Пљусак Леонида у ноћи 12. на 13. новембар 1833. означио је почетак метеорске астрономије. Све дотле су астрономи сматрали метеоре за атмосферску појаву и нису увиђали периодичност њиховог појављивања. Када су, међутим, имали прилике да виде хиљаде метеора у минути, радијант је био јасно уочљив и постало је јасно да се ради о траговима честица на орбити око Сунца.
Овај пљусак је изазвао различите реакције, најчешће сујеверне, и подстакао је многе да покушају да нађу објашњење. Понуђене су различите теорије, укључујући електрично пражњење и сагоревање гасова ослобођеног труљењем дрвећа, али је једино тачно објашњење понудио Денисон Олмстед, професор астрономије на Јејл универитету у САД јануара 1834. Олмстед је приметио да је догађај био краткотрајан (није се видео из Европе), али је у Европи примећена појачана активност метеора 1832. такође у новембру, што га је навело на закључак да у то доба године Земља пролеће кроз „облак честица у свемиру“.
Након нове појачане активност Леонида 60-их година 19. века, Хуберт Ансон Њутн (такође са Јејла) је истраживао прошла појављивања Леонида и Персеида (који су 1837. идентификовани као други метеорски рој) и открио пљускове Леонида 585, 902, 931, 934, 1002, 1202, 1366, 1582, 1602. и 1698. године. На основу тих проучавања, 1864. године је објавио закључак да је период појачане активности Леонида 33,25 година и да ће следећи пљусак бити у ноћи између 13. и 14. новембра 1866. Предвиђање се показало као тачно, са 2000—5000 виђених метеора на сат. И наредне две године је активност била висока, са преко 1000 Леонида у сату.
Након што су немачки астроном Вилхелм Темпел 1865. и амерички астроном Хорас Парнел Татл 1866. открили комету по њима названу Темпел-Татл, проучавања су указала на изразиту сличност између орбиталних елемената ове комете и Леонида.

## Посматрачки услови
Радијант Леонида се налази у сазвежђу Лава и видљив је са обе Земљине хемисфере. С обзиром на то да радијант није далеко од апекса, метеороиди улазе у атмосферу под готово највећом могућом геоцентричном брзином (71 km/h).
| географска ширина | излазак радијанта (локално стандардно време) | зора (локално стандардно време) | висина радијанта у зору | % видљивих метеора при датој висини радијанта |
| ----------------- | -------------------------------------------- | ------------------------------- | ----------------------- | --------------------------------------------- |
| 50° С             | 22.00                                        | 06.00                           | 62°                     | 88%                                           |
| 25° С             | 23.30                                        | 05.30                           | 78°                     | 98%                                           |
| 0°                | 00.50                                        | 05.00                           | 60°                     | 87%                                           |
| 25° Ј             | 01.00                                        | 04.00                           | 33°                     | 54%                                           |

## Предвиђања
Следећи повратак комете Темпел-Татл у унутрашњост Сунчевог система биће 2031. године, али ослобођене честице неће проћи близу Земље, као ни 2064. Тек при проласку комете 2097. ће Земља проћи близу новоослобођеног материјала и поновити пљусак попут оних из 19. века.